# Vitry-le-François
Vitry-le-François är en kommun i departementet Marne i regionen Grand Est (tidigare regionen Champagne-Ardenne) i nordöstra Frankrike. Kommunen är chef-lieu för 2 kantoner som tillhör arrondissementet Vitry-le-François. År 2022 hade Vitry-le-François 11 349 invånare.

## Befolkningsutveckling
Antalet invånare i kommunen Vitry-le-François
| Referens: INSEE |

## Vänorter
- Tauberbischofsheim, Tyskland (1961)